# Aeroporto Internazionale di San Francisco Bay Oakland
L'Aeroporto di Oakland San Francisco Bay  (IATA: OAK, ICAO: KOAK, FAA LID: OAK) è uno scalo aeroportuale statunitense aperto al traffico civile.
Situato in California, l'aeroporto sorge a 11 km a sud del centro di Oakland e a 19 km a est di San Francisco, e serve la East Bay della San Francisco Bay Area. Lo scalo è di proprietà del Porto di Oakland e offre voli passeggeri nazionali verso città di tutti gli Stati Uniti e voli internazionali verso Messico, El Salvador e Portogallo, oltre a voli cargo verso Cina e Giappone. L'aeroporto si estende su un terreno di 1 100 ha (2 600 acri). L'aeroporto è un hub della Southwest Airlines, che opera rotte point-to-point con basi invece di una rete tradizionale con hub.